# 东风-2中程弹道导弹

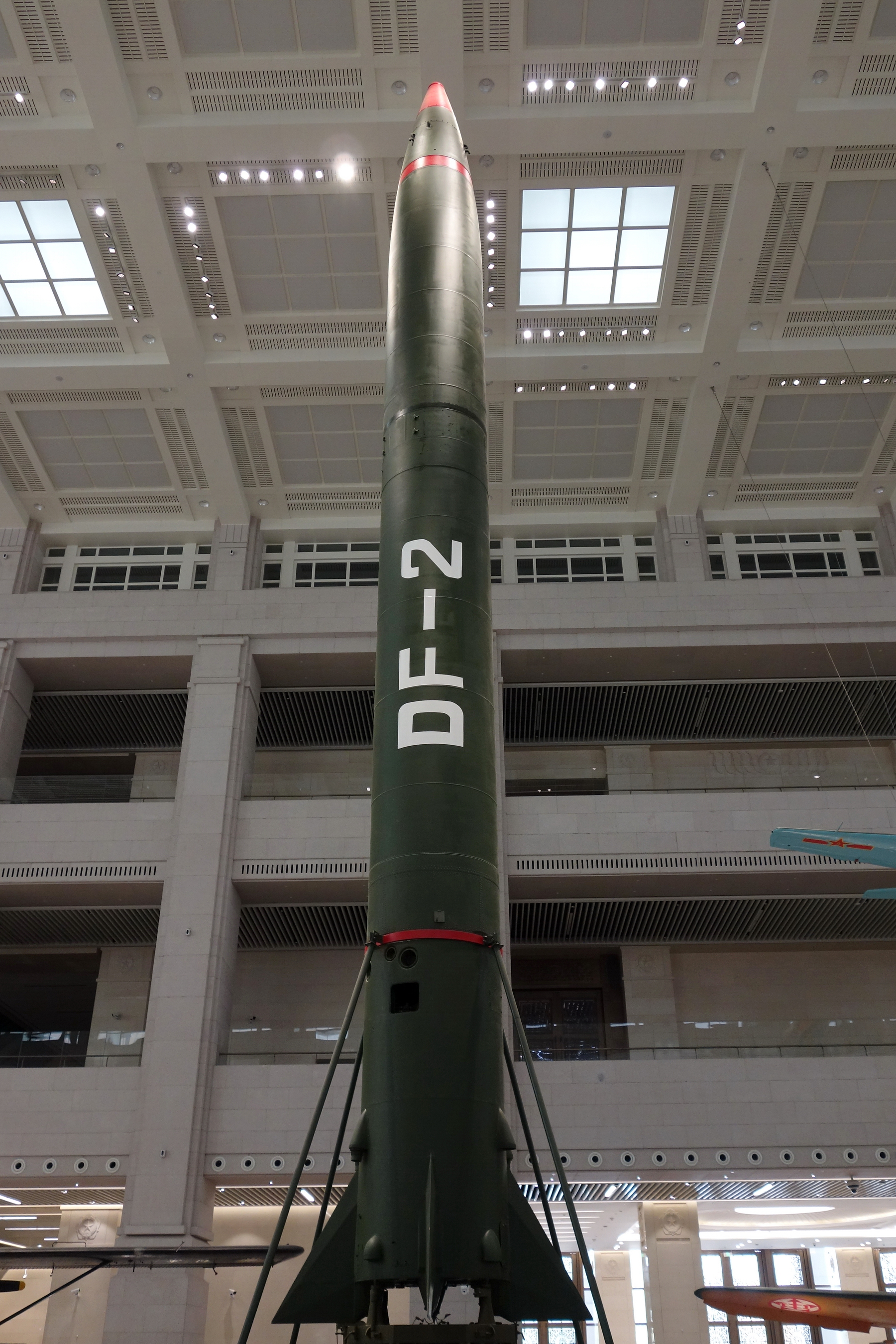
军事博物馆中的东风-2中程弹道导弹

东风-2（北约代号：CSS-1）是一种单级、液体推进剂、道路-机动、中程弹道导弹。由中国国防部五院（现中国运载火箭技术研究院，CALT）设计开发。东风二号是中国独立自行研制的第一种弹道导弹。该项目属于“八年四弹”规划、“两弹一星”工程。
东风-2研制始于1950年代末。由于苏联于1960年撤走其技术援助，东风-2发展遇到严重困难。1962年3月首次试射东风-2失败。重新设计的东风-2于1964年6月29日发射成功。
1965年3月，七机部提出“八年四弹”，计划在1972年前研制包括东风二号甲在内的四种新型地地导弹。1965年11月13日，改进设计的东风-2甲进行了首次试飞，取得成功。东风-2甲在原定方案基础上，提高发动机推力和比冲，减轻结构重量，采用全惯性制导系统，射程提高到1200公里。
1966年10月27日，展开两弹结合试验，东风-2甲导弹携带当量1.2万吨的原子弹弹头从酒泉发射击中894公里以外的罗布泊的目标。
东风-2甲于1960年代后期作为一种实战武器批量生产正式部署，1980年代初完全退出现役。